# Lepidonotus cirratus
Lepidonotus cirratus är en ringmaskart. Lepidonotus cirratus ingår i släktet Lepidonotus och familjen Polynoidae. Inga underarter finns listade i Catalogue of Life.